# Bundesamt für Polizei
Das Bundesamt für Polizei fedpol (bis Ende 2000 offiziell abgekürzt «BAP») (französisch Office fédéral de la police fedpol, italienisch Ufficio federale di polizia fedpol, rätoromanisch Uffizi federal da polizia) ist eine Bundesbehörde der Schweizerischen Eidgenossenschaft mit Sitz in Bern. Es ist dem Eidgenössischen Justiz- und Polizeidepartement (EJPD) unterstellt.

## Geschichte
Die Schweizerische Eidgenossenschaft hatte anfangs keine Bundespolizei. 1903 wurde ein Zentralpolizeibüro, das für Koordinationsaufgaben zuständig war, gegründet. 1917 gründete man die eidgenössische Fremdenpolizei. 1935 wurde in Reaktion auf die Jacobaffäre die Bundespolizei unter der Leitung von Bundesanwalt Franz Stämpfli geschaffen, die vor allem für Spionageabwehr und Terrorismusbekämpfung zuständig war. Die Reorganisation der Bundespolizei unter Trennung von präventiver und gerichtlicher Polizei erfolgte in den 1990er Jahren. Die Bundespolizei wurde 1999 in das Bundesamt für Polizei eingegliedert. Seit 2001 werden die gerichtspolizeilichen Aufgaben ausschliesslich vom Bundesamt für Polizei wahrgenommen.

## Aufgaben
Fedpol ist für die Koordination zwischen den Kantonspolizeien wie auch für Auskunftsbegehren ausländischer Polizeistellen im Rahmen der grenzüberschreitenden Zusammenarbeit zuständig. Das Bundesamt führt das automatisierte Polizeifahndungssystem RIPOL. Bis Ende 2008 war Fedpol auch für den Staatsschutz (Dienst für Analyse und Prävention) zuständig, bevor diese Funktion in den Nachrichtendienst des Bundes (NDB) im Eidgenössischen Departement für Verteidigung, Bevölkerungsschutz und Sport transferiert wurde.
Das Bundesamt übernimmt auch eigene Ermittlungen im Bereich der organisierten Kriminalität, der Geldwäsche oder in der Korruption unter der Leitung des Bundesanwaltes.
Schweizerische Identitätsausweise wie Pass und Identitätskarte fallen auch in die Zuständigkeit.
Fedpol ist Ansprechpartner der Schweizer Luftwaffe für Absprachen mit kantonalen Polizeikorps bei Flugzeugentführungen, bei Gefahr von Terror aus der Luft und schwerwiegenden Verletzungen der Luftverkehrsregeln.
Das Bundesamt gibt die Jahresberichte zur inneren Sicherheit der Schweiz heraus. Sitz der Behörde ist Bern.

## Leitung (Auswahl)
- Jean-Luc Vez, 2001–2014
- Nicoletta della Valle, 2014–2025
- Eva Wildi-Cortés, seit 2025

## Personalbestand ab 2001
| Jahr | Vollzeitstellen |
| ---- | --------------- |
| 2001 | 419             |
| 2002 | 563             |
| 2003 | 706             |
| 2004 | 826             |
| 2005 | 825             |
| 2006 | 799             |
| 2007 | 828             |
| 2008 | 829             |
| 2009 | 752             |
| 2010 | 753             |
| 2011 | 767             |
| 2012 | 798             |
| 2013 | 812             |
| 2014 | 835             |
| 2015 | 848             |
| 2016 | 850             |
| 2017 | 866             |
| 2018 | 843             |
| 2019 | 862             |
| 2020 | 920             |
| 2021 | 947             |
| 2022 | 970             |
| 2023 | 975             |
| 2024 | 988             |